# Norderstedt Mitte
Norderstedt Mitte – stacja metra hamburskiego na linii U1. Stacja została otwarta 28 czerwca 1996. Jest stacją końcową linii i połączona jest z podmiejską koleją AKN Eisenbahn.

## Położenie
Końcowa stacja metra posiada 1 peron wyspowy, który połączony jest z peronem kolejki AKN. Peron znajduje się częściowo pod ziemią i częściowo na otwartym terenie. Stacja wyposażona jest w schody, schody ruchome do dworca autobusowego, windę i specjalne przystosowaną podłogę dla osób niepełnosprawnych na wózkach inwalidzkich lub osób niewidomych. Znajdują się tutaj automaty biletowe, telewizja przemysłowa oraz telefon alarmowy i informacyjny.

## Połączenia
Linia U1 kursuje codziennie co 10 minut, natomiast co 5 minut w godzinach szczytu. Nocą co 20 minut od 23:00 do północy, a ostatni przyjazd pociągów ma miejsce 01:15. Metro kursuje całą noc w piątek i sobotę, co 20 minut.
Pociągi podmiejskie A2 kursują w dni powszednie co 20 minut, a co 10 minut w godzinach szczytu. Nocą co 40 minut od 23:00 do 01:00. W niedziele kursy odbywają się co 40 minut przez cały dzień od godziny 06:00 do 01:00.